# Magnadyne

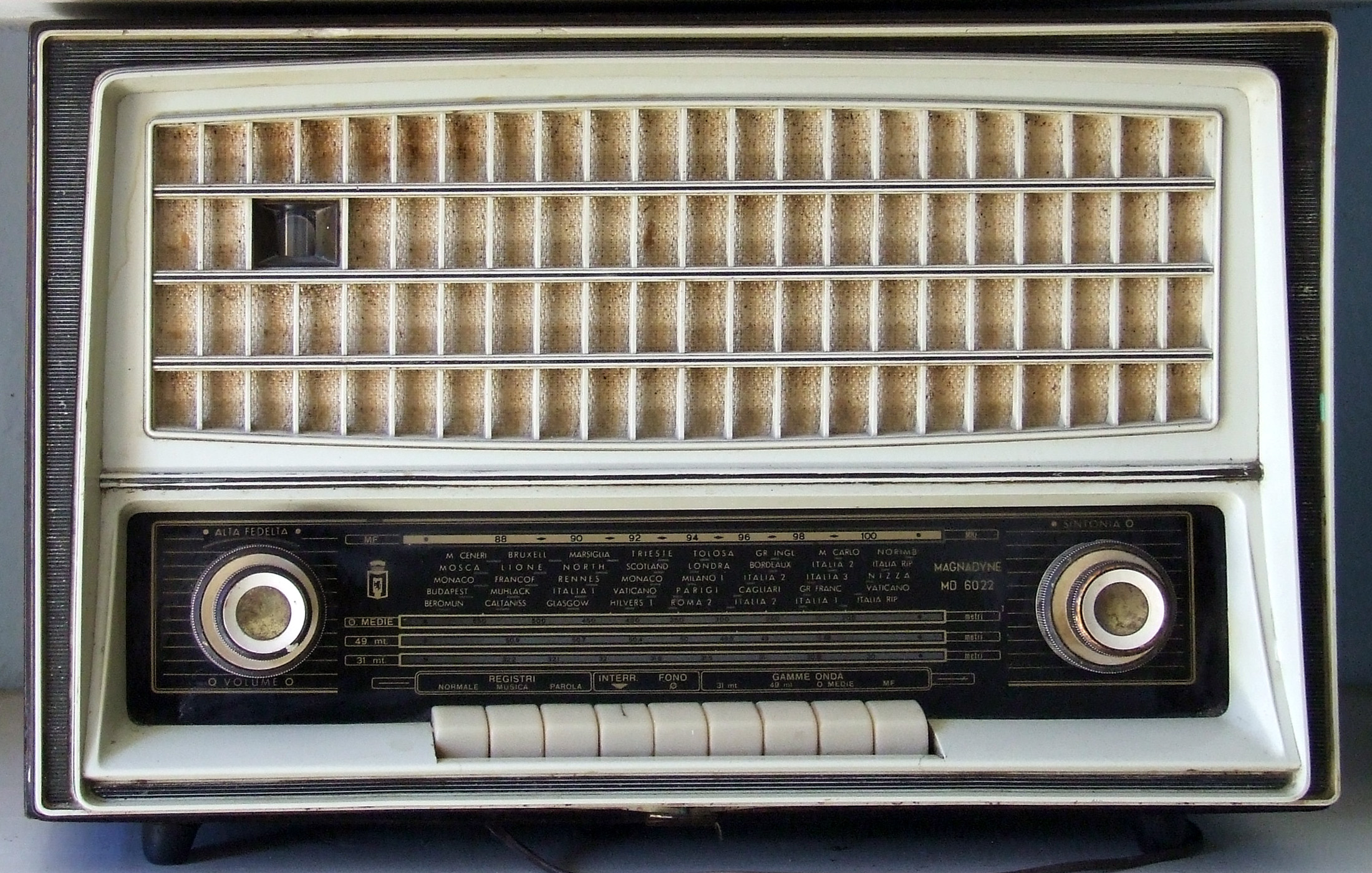

Magnadyne était, à l'origine, un fabricant de matériels électroniques grand public et d'électroménager. C'est, depuis 2014, une marque dépendant du groupe Sèleco.

## Histoire[1]

### Les débuts
L'entreprise a été créée par Paolo Dequarti, alors seulement âgé de 16 ans, à Turin en 1922. Il débuta par la fabrication de postes de radio dans un petit atelier. Il dû suspendre son activité le temps d'accomplir ses obligations militaires. 
Revenu à la vie civile en 1928, il s'associe avec Mario Pesce pour créer une société dénommée Magnadyne Radio, qui poursuit la fabrication de récepteurs de radio mais également de accumulateurs électriques et de réfrigérateurs. 
Au cours des années 1930, l'entreprise connaît un fort développement, occupant une place de choix parmi les marques de radio les plus vendues en Italie grâce à une qualité irréprochable et des prix très compétitifs. En 1935, l'usine occupait plus de 1.000 salariés, fabricant directement tous les composants de ses appareils sans aucune fourniture extérieure. 
En 1937, Paolo Dequarti rachète son concurrent turinois Ing. Clemente Diena et, en 1939, fusionne les deux entreprises pour donner naissance à Magnadyne. En 1941, Paolo Dequarti rachète les parts de son associé Mario Pesce mais l'année suivante, il doit arrêter son activité industrielle car son usine a été lourdement bombardée par les alliés. 
En 1943, quelques machines sauvées des décombres sont transférées dans un nouvel atelier à Sant'Antonino di Susa, au fond du Val de Suse qui mène au tunnel ferroviaire du Fréjus et au col du Mont-Cenis. En 1945, la production reprend, bien que limitée, surtout pour fabriquer des composants pour radio émetteurs-récepteurs.

## L'après guerre
Dès la reprise de l'activité économique, au lendemain de la Seconde Guerre mondiale, en 1948, Magnadyne ouvre une nouvelle usine à Turin, via Avellino, où le siège social de l'entreprise sera aussi transféré, où sont fabriqués des composants électroniques. 
En 1953, Paolo Dequarti crée une nouvelle société, Visiola dont le siège social est à Rome, qui va fabriquer des téléviseurs. La même année il créera la holding financière Infin S.a.S.. Toutes les participations financières et filiales de Magnadyne seront dès lors regroupées dans cette holding. À partir de 1955, la société Magnadyne cessera d'exister et deviendra une simple marque. La gamme de produits deviendra très complète avec les téléviseurs, radio, réfrigérateurs, lave-linges et, à partir de 1961, les transistors. Cette large gamme de produits était commercialisée sous les marques Magnadyne, Kennedy, Visiola, Damaiter, Eterphon et d'autres marques moins connues sur quelques marchés étrangers.

## La crise
Jusqu'en 1968, la holding Infin connait une période faste de croissance mais, après l'automne chaud de 1969, avec l'ouverture du marché européen aux fabricants asiatiques, l'entreprise dû faire face à sa première crise avec une perte importante de ses parts de marché. 
En 1971, la société demande a bénéficier de l'Administration contrôlée (procédure de sauvegarde italienne) et la même année, tous les établissements du groupe, qui comptait 2.100 salariés, sont placés sous la tutelle de "SEIMART" (Société Exercice d'Entreprises Industrielles Radio et Tv), dépendant de GEPI, pour la sauvegarde de l'emploi dans les entreprises italiennes d'électronique en difficulté. SEIMART ne conservera que la marque Magnadyne et la production va connaître des hauts et des bas ce qui aura pour conséquence la fermeture de l'usine de Turin et le transfert de toutes les fabrications dans celle de Sant'Antonino di Susa.
En 1976, la société va être complètement reprise par GEPI qui la transformera en ELCIT - Elettronica Civile qui assurera la production des téléviseurs couleur sous les marques Magnadyne et RadioMarelli. Jusqu'en 1990, la société connaîtra une activité assez soutenue. 
En 1991, la société ELCIT Srl avec ses 116 salariés est rachetée par la société turinoise Sandretto, producteur de presses à injection, qui réaliser de gros investissements pour renouveler et diversifier la gamme de produits mais n'arriva pas à concurrencer les produits asiatiques toujours plus présents sur le marché. Le 3 avril  1997, la société place 83% de ses salariés en cassa integrazione.

## La fin de Magnadyne
Face à la persistance de la crise des ventes, enl 1998, l'entreprise cesse toute activité et licencie ses 100 salariés. Plus aucun produit n'est commercialisé et la marque Magnadyne tombe dans l'oubli.

## La renaissance
Twenty, une société romaine qui produit et commercialise une large gamme d'appareils électroménagers, a racheté en janvier 2014, la marque Magnadyne dans le but de relancer la marque sur le marché mondial. 
En 2016, après avoir équipé à neuf un nouvel atelier de production, la société lance la commercialisation d'une nouvelle gamme complète de téléviseurs. En mai 2017, Twenty S.p.A. change de raison sociale en Sèleco et confirme sa volonté de développer la marque avec de nouveaux produits Magnadyne. En même temps, elle rachète l'ancienne société Sèleco créée en 1965, une marque italienne très réputée dans le domaine de produits électroniques bruns.